# Manuel Sans Segarra
Manuel Sans Segarra (25 de abril de 1943) es un médico español, antiguo jefe de Cirugía Digestiva del Hospital Universitario de Bellvitge. Fue pionero en el uso de la cirugía laparoscópica en España.

## Trayectoria profesional

### Primeros años y carrera profesional
Sans es licenciado en medicina y cirugía por la Facultad de Medicina de la Universidad de Barcelona, con doctorado cum laude por su tesis sobre el cáncer de esófago.
Fue jefe de Cirugía Digestiva del Hospital Universitario de Bellvitge y es presidente de la Sección Sénior del Colegio de Médicos  de  Barcelona, así como fundador de la Asociación de Médicos Sénior del Hospital de Bellvitge. Fue profesor asociado de cirugía general y digestiva en la Universidad de Barcelona. Recibió el Premio a la Excelencia Profesional del Colegio Oficial de Médicos de Barcelona en su edición de 2014.
El 6 de mayo de 2025 ingresó como Académico Numerario en la Real Academia Europea de Doctores. Su discurso de ingreso fue «La supraconciencia nuestra realidad existencial».

### Investigador de experiencias cercanas a la muerte
Empezó a investigar las experiencias cercanas a la muerte (ECM) tras acontecer una experiencia de uno de sus pacientes que había conseguido ser recuperado tras estar en el estado de muerte clínica, mientras ejercía una guardia en el servicio de urgencias.
Después de ese suceso, ha llegado a documentar cinco casos clínicos de pacientes en colaboración con su equipo médico del hospital barcelonés. En el transcurso de sus investigaciones, ha estudiado las obras de expertos en la materia y se ha reunido con físicos y diversos profesionales de especialidades médicas, a los que expuso las vivencias de estos pacientes que repentinamente volvían a la vida.
Sans Segarra considera que el paradigma de la mecánica cuántica de la física teórica aplicado al ser humano presenta un gran paralelismo con los fenómenos que comentan los pacientes en las ECM. Según sus hipótesis, existiría una conciencia que tiene continuidad fuera del cerebro y que persiste después de la muerte física: la denomina conciencia no local o «supraconciencia». Esta conciencia podría explicar los experimentos a los que fueron sometidas las personas que han vivido una ECM por Segarra, como presentarles un objeto exclusivo durante la muerte clínica y, posteriormente, detectarse actividad cerebral en el lóbulo occipital, ante la exposición del objeto particular tras la recuperación del paciente en pruebas de neuroimagen.
Es coautor del libro La supraconciencia existe: Vida después de la vida.

### Teoría del ego como detonante patológico
Sans Segarra ha planteado que el estrés crónico y el ego constituyen factores desencadenantes clave en el origen de múltiples enfermedades contemporáneas. Según su enfoque, el estrés persistente activa el eje hipotálamo-hipófisis-suprarrenal, provocando una liberación sostenida de cortisol y catecolaminas, lo cual deteriora funciones cardiovasculares, inmunológicas, cognitivas y emocionales. Para Sans Segarra, este fenómeno no es solo biológico, sino también resultado de dinámicas psicosociales modernas, donde el ego —entendido como construcción identitaria competitiva— se ve constantemente amenazado, generando un estado de tensión continua que compromete la salud integral del individuo.

La causa fundamental de las enfermedades es la mente, y la causa fundamental de nuestra sociedad actual es el ego y el estrés que condiciona el ego con la dinámica vital que determina este ego. Hoy sabemos como actúa el estrés. El estrés persistente que vive el ser humano condiciona un estímulo del hipotálamo; el hipotálamo actúa sobre la hipófisis; y la hipófisis, a través del ACTH (hormona adrenocorticotrópica), actúa sobre las suprarrenales, que le empiezan a liberar cortisol y catecolaminas (adrenalina y noradrenalina). Estas son necesarias para la respuesta neuroendocrina a la agresión, pero comporta un consumo energético tremendo  para el organismo. Entonces, una vez han hecho su función, desaparecen, pero la persona que está en estrés continuo, continuamente está liberando cortisol y catecolaminas, y la persistencia del cortisol y catecolaminas provocan trastornos: del corazón (del ritmo), de la tensión arterial (hipertensión), del metabolismo del colesterol, digestivos; a nivel cerebral, condicionan insomnio, angustia, pérdida de memoria, dificultad en el aprendizaje y en la capacidad de gestionar las emociones y, una depresión importantísima sobre nuestro sistema inmunitario, tanto el celular como el humoral. Está demostrado que un minuto de estrés intenso provoca una caída del sistema inmunitario que dura seis horas, lo que nos predispone entonces la persona estresada a padecer infecciones, enfermedades autoinmunes y cáncer. Fíjense bien que les he dicho las causas que condicionan las enfermedades más frecuentes que determinan la mortalidad en nuestra civilización. Por lo tanto, hoy día podemos decir que más del noventa por ciento de las enfermedades, uno de los factores (hay enfermedades multifactoriales que intervienen varios factores) desencadenantes importantísimos es el ego y el estrés que condiciona este ego en nuestra dinámica vital.
Manuel Sans Segarra, en una entrevista en la que se le interrogó acerca de la causa fundamental de las enfermedades en el siglo XXI.

### Críticas
Desde una parte del propio ámbito cientifíco, el autor ha sido puesto de ejemplo de cómo disciplinas ajenas a la física se han apropiado de la terminología de la mecánica cuántica, especulando desde dicho vocabulario, abusando del lenguaje, y dando por verdades científicas sus propias conclusiones. Se trataría en definitiva de un misticismo cuántico que distorsionando la mecánica cuántica la transformaría en muchos casos en la base de un manual de autoayuda. Este grupo del ámbito científico incide en que son afirmaciones desprovistas de todo rigor científico.

## Obras
Además de 92 artículos médicos, destacan los libros:
- Ego y Supraconciencia. Buscando el sentido de la vida. Editorial Planeta. 2025. ISBN 978-84-08-30740-2.
- La Supraconciencia existe. Vida después de la vida. Editorial Planeta. 2024. ISBN 978-84-08-29128-2.
- Diagnóstico y tratamiento quirúrgico del cáncer de páncreas exocrino. Editorial Científico-Médica. 1988. ISBN 978-84-224-0826-0.